# Brandeum
Brandeum kallades den duk som de första kristna svepte sina lik i. Brandeum kallas också en duk med vilken man berör en helgonrelik som inte får vidröras av händer.